# لوکاس سانچز (بازیکن فوتبال، زاده ۱۹۹۷)
لوکاس سانچز (انگلیسی: Lucas Sánchez؛ زادهٔ ۱۲ دسامبر ۱۹۹۷) بازیکن فوتبال اهل آرژانتین است.